# Ligne de Treuchtlingen à Wurtzbourg
La ligne de Treuchtlingen à Wurtzbourg est une ligne de chemin de fer entre Treuchtlingen et Wurtzbourg dans le Land de Bavière.

## Histoire
La ligne comprend à l'origine trois lignes plus courtes :
1. la ligne d'Ansbach à Gunzenhausen ouverte le 1er juillet 1859,
2. la ligne de Wurtzbourg à Ansbach ouverte le 1er juillet 1864 et
3. la ligne de Gunzenhausen à Treuchtlingen ouverte le 2 octobre 1869.

Comme la ville d'Ansbach n'a initialement aucun lien avec la Ligne Louis Sud-Nord (de), elle construit elle-même une ligne vers Gunzenhausen. Les travaux sont dirigés par les Chemins de fer royaux bavarois.
Avec la loi de 1861 sur la construction des voies ferrées, la totalité de l'itinéraire de Treuchtlingen à Wurtzbourg est achevée, faisant d'Ansbach la station de transit.
La ligne continue à double voie est électrifiée depuis 1965. En 1978, dans le cadre d'un projet pilote, l'exploitation des services passagers est limitée à 15 arrêts au total. Les bus remplacent les arrêts qui ne sont plus desservis à partir de ce moment. En 1993, l'exploitation de nombreux arrêts dans le trafic de marchandises prend fin.
Dans la soirée du 18 juillet 2016, une attaque d'un train régional dans la section entre Ochsenfurt et Wurtzbourg a lieu.

## Trafic
La ligne a une grande importance dans la circulation longue distance du nord au sud de l'Allemagne. Comme on voulait souvent éviter le détour de 24 kilomètres via Nuremberg, entre Wurtzbourg et Treuchtlingen, une locomotive à vapeur ou une locomotive diesel assurait la traction au lieu des trains électriques, car l'électrification est arrivée tardivement. Même aujourd'hui, certains trains de train Intercity-Express de Hambourg et de Brême se rendent à Munich, mais sans escale entre Wurtzbourg et Augsbourg. En outre, il y a les trains interurbains "Königssee" ainsi que quelques suppléments le week-end, qui s'arrêtent également à Treuchtlingen, Gunzenhausen, Ansbach et en partie à Steinach.
Dans le transport local, l'itinéraire est exploité par DB Regio (de) dans le cadre du réseau E de Wurtzbourg. Les trains de la classe 440 (de) circulent toutes les heures le soir, et le soir et le week-end, ceux de la classe 425 (de), comme le Regionalbahn Treuchtlingen-Wurtzbourg. Des trains supplémentaires assurent l'offre pendant les heures de pointe entre Marktbreit et Wurtzbourg à un rythme d'environ 30 minutes, en semaine, quatre trains sont également reliés par Wurtzbourg sur le Ligne Main-Spessart (de) jusqu'à Karlstadt (Main).
La ligne a une grande importance dans le trafic de marchandises. Une grande partie du trafic de marchandises de Wurtzbourg en direction de Munich et de Nuremberg circule sur la ligne, dont la capacité n'est déjà plus suffisante aujourd'hui.

## Accident
Le 30 avril 1987 à Ansbach, un train de marchandises venant de Wurtzbourg croise un train de voyageurs qui vient de Stuttgart. Quatre wagons du train de voyageurs déraillent, se couchent et glissent le long du remblai de la voie ferrée, endommageant plusieurs bâtiments. Une personne est décédée, beaucoup d'autres sont grièvement blessés.
La cause de l'accident est le fait que le mécanicien de la locomotive du train de marchandises n'a pas tenu compte du signal de sortie indiquant que le train de marchandises devait s'arrêter.

## Source de la traduction
- (de) Cet article est partiellement ou en totalité issu de l’article de Wikipédia en allemand intitulé « Bahnstrecke Treuchtlingen–Würzburg » (voir la liste des auteurs).